# フセム・アワール
- フセム・アワール
- ウッセム・アウアー
- ウセム・アウアー
- ホッセム・オーアル

フセム・アワール（Houssem Aouar, 1998年6月30日 - ）は、フランス・リヨン出身のサッカー選手。サウジ・プロフェッショナルリーグ・アル・イテハド所属。アルジェリア代表。ポジションはミッドフィールダー。

## 経歴
2009年にオリンピック・リヨンの下部組織に入団する。2017年にトップチームに昇格し、2月16日、UEFAヨーロッパリーグのAZアルクマール戦でセルジ・ダルデルとの交代途中出場でプロデビューを果たした。2017-18シーズンは公式戦44試合に出場し7ゴール6アシストを記録した。2018-19シーズンは公式戦47試合7ゴール11アシスト、2019-20シーズンは9ゴール10アシストを記録した。2021年8月、クラブの第3キャプテンに就任したことが発表された。2023年6月6日、オリンピック・リヨンを退団することが発表された。
2023年6月11日、フリーでASローマに加入することが発表された。契約期間は2028年6月までの5年間、背番号は22番。8月20日、セリエA開幕戦のサレルニターナ戦で初出場を果たした。8月26日、エラス・ヴェローナ戦でセリエA初ゴールを挙げた。
2024年7月17日、ローマはアワールがサウジアラビアのアル・イテハドに移籍することを発表した。移籍金は1200万€。

## 代表経歴

### フランス代表
2019年11月、アワールはフランス代表のメンバーに招集されたが、怪我によってチームに参加できなかった。
2020年8月、UEFAネーションズリーグのスウェーデン戦とクロアチア戦に向けたメンバーに選出されたものの、クラブチームの定期的なCOVID-19の検査で陽性反応を示したため代表チームに合流できず、代わりにナビル・フェキルが招集された。その後、10月7日に行われたウクライナ代表との親善試合でフランス代表デビューを果たした。
2022 FIFAワールドカップでは、同じミッドフィールダーのエンゴロ・カンテやポール・ポグバが怪我で大会を欠場することになったものの、アワールが大会メンバーに選ばれることはなかった。

### アルジェリア代表
2023年3月16日、アワールは自身のInstagramとアルジェリアサッカー連盟の公式サイトにてアルジェリア代表としてプレーしていくことを正式に表明した。
5月30日、アルジェリア代表に初招集された。

## 人物・エピソード
両親はアルジェリア人であるため、アルジェリアの国籍も有している。

## タイトル

### 個人
- UEFAチャンピオンズリーグ 年間ベストチーム(スカッドオフザシーズン) 2019-20

## 成績
| クラブ               | シーズン | リーグ戦 | リーグ戦 | カップ戦 | カップ戦 | 国際大会 | 国際大会 | 通算 | 通算 |
| クラブ               | シーズン | 出場     | 得点     | 出場     | 得点     | 出場     | 得点     | 出場 | 得点 |
| -------------------- | -------- | -------- | -------- | -------- | -------- | -------- | -------- | ---- | ---- |
| オリンピック・リヨン | 2016–17  | 3        | 0        | 0        | 0        | 2        | 1        | 5    | 1    |
| オリンピック・リヨン | 2017–18  | 32       | 6        | 4        | 0        | 8        | 1        | 44   | 7    |
| 通算                 | 通算     | 35       | 6        | 4        | 0        | 10       | 2        | 49   | 8    |